# Десети брат
„Десети брат” је југословенски и словеначки филм из 1982. године, први пут приказан 7. децембра 1984. године. Режирао га је Војко Дулетић а сценарио су написали Војко Дулетић и Јосип Јурчић.

## Улоге
| Глумац           | Улога               |
| ---------------- | ------------------- |
| Радко Полич      | Десети брат         |
| Берт Сотлар      | Крјавељ             |
| Стево Жигон      | Господин Пискав     |
| Борис Краљ       | Бењамин             |
| Стефка Дролц     | Бењаминова жена     |
| Марјета Грегорац | Мајка Десетог брата |
| Јанез Врховец    | Судија              |
| Волођа Пеер      | Стриц Долеф         |
| Ангелца Хлебце   | Урса                |
| Матјаз Виснар    | Ловро Квас          |
| Јана Хабјан      | Маница              |
| Жељко Хрс        | Марјан Пискав       |
| Звоне Хрибар     | Артисан             |
| Јанез Бермез     | Венцељ              |
| Лучка Дролц      | Собарица            |
| Мишко Хочевар    | Музичар             |
| Јернеја Јамбрек  | Венцељева ћерка     |

Остале улоге ▼
| Глумац          | Улога               |
| --------------- | ------------------- |
| Бого Крижнар    | Фармер              |
| Рајко Лозар     | Шпијун              |
| Иванка Мезан    | Госпођа.            |
| Бранко Миклавц  | Свештеник           |
| Маја Новак      | Поручникова девојка |
| Антон Петје     | Капетан Драшич      |
| Винко Подгоршек | Фармер Миха         |
| Јанез Рохачек   | Фармер Матевж       |
| Аница Садар     |                     |
| Лојзе Садар     | Фармер              |
| Игор Самобор    | Поручник            |
| Јоже Сињур      | Францељ             |
| Јасна Слибар    | Собарица            |
| Тонко Смолеј    | Бебчек              |
| Данило Турк     | Обршчак             |
| Роберт Весел    | Звонар              |